# Michel de Sèvre
Pour les articles homonymes, voir Michel de Seurre.
Michel de Sèvre, chevalier de l'ordre de Saint-Jean de Jérusalem, prieur de Champagne, gentilhomme ordinaire de la Chambre du Roy, fut conseiller d'État [Quand ?] de François II et Charles IX et leur ambassadeur auprès de la Reine Elisabeth Ire d'Angleterre. Il continua de servir la couronne malgré ses démêlés avec Henri III.
Il a aussi été grand maître de l’ordre de Saint-Lazare de Jérusalem de 1564 à 1578, remplacé par Francois Salviati (1578-1586) et de nouveau de 1586 à 1593.

## Famille et origine
Michel de Sèvre est né à Lumigny-en-Brie, fils d'Antoine de Sèvre, seigneur de la Ville-du-Bois en la paroisse de Lumigny et de Louise de Verdelot, elle-même fille de Georges de Verdelot, seigneur des Prèz et de Catherine de Sailly, dame de Mersan.

## Parcours
Il fut présenté le 11 juin 1539 au grand prieuré de France pour être reçu chevalier de l'ordre de Saint-Jean de Jérusalem et y fut admis. En 1560, il était Gentilhomme Ordinaire de la Chambre du Roi, Chambellan du Roi, Conseiller en son Conseil Privé et capitaine d'une cinquante d'hommes d'Armes.
Il fut ambassadeur des Rois de France François II et Charles IX auprès de la Reine Élisabeth Ire d’Angleterre de 1560 à 1562.
En juin 1564, en récompense de grands services rendus au Roy et à l'état, il était nommé Grand-Maître de Boigny, Administrateur et Réformateur de l'ordre de Saint-Lazare de Jérusalem. En 1571, les nombreuses charges qui l'appelaient à la cour le déterminèrent à donner sa démission en se réservant la jouissance de la commanderie de Boigny et à porter le titre de grand maître.
La même année, la reine-mère lui fit obtenir le grand prieuré de Champagne, il fut ainsi nommé prieur de Champagne, et commandeur de Bures, Épailly, Beaune et Mormant en Bourgogne, pour l'ordre de Saint-Jean de Jérusalem. Dans cette fonction, il fit reconstruire le château de Voulaines-les-Templiers, siège du Grand-Prieuré, en grande partie détruit pendant les guerres de Religion. Il est dit dans les mémoires de l'Estoile Tome I, a 14, qu'en 1584, à l'occasion d'un discours trop libre qu'il tint à Henri III, ce prince qui s'en trouva offensé, usa mainmise sur lui.
Le 6 mars 1584, le Roy Henri III étant en son conseil en son château du Louvre, entra en grande colère contre le chevalier de Sèvre, grand prieur de Champagne, jusqu’à lui donner des coups de poing et de pied, pour ce qui, comme il est haut et furieux, en sa colère, il avait dit à Milon, seigneur de Videville, premier intendant des finances, qu’il était un larron assassin du peuple de France, l’ayant chargé de huit millions d’écus, sous couleur de payer les dettes du Roy, qui cependant ne montaient qu’à cinq millions ; et le Roy survenant à ces propos, osa encore dire : « Sire, Votre Majesté sait ce qu’il en est ». Et le Roy lui ayant répondu qu’il ne s’en souvenait point : « Si vous voulez, Sire », répliqua le chevalier, « mettre la main sur la conscience, vous savez ce qui en est ». Ce que le Roy prit pour une forme de démenti, et mit par une prompte colère, la main sur le dit chevalier, l’excédant ainsi que dit est ; et plus avant aurait tiré l’épée pour tuer ce chevalier,( et qu’il en fut empêché par l’évêque de Paris ), sans le duc d’Espernon, ami du chevalier, qui remontra au Roy qu’il n’était pas séant à un grand prince comme lui d’user de mainmise à l’égard de son sujet, duquel il pouvait punir les témérités et forfaitures par la voie de la justice, qui était en sa main. (Collection complète des Mémoires relatif à l’histoire de France)
Il y a à la marge de ces mémoires, que Monsieur de Sèvre était une espèce de fou qui parlait librement aux Reines et leur faisait des contes pour rire et cela fort au naturel. Ce terme injurieux de fou ne paraît pas convenir à un homme employé dans les affaires les plus importantes.
Paul de Foix, ambassadeur de France à Rome, dans une lettre du 3 janvier 1581, parle de M. de Sèvre avec beaucoup d'estime, à l'occasion d'une dispense que le Roy faisait solliciter pour le rendre capable de posséder l'Abbaye de La Trappe, mais le Pape le refusa, parce qu'elle lui parut trop contraire à la discipline ecclésiastique.